# Kristen Cornwell
Kristen Cornwell (8 november 1967) is een Australisch jazzzangeres. Meer dan tien jaar na het begin van haar carrière vestigde ze zich in België, waar ze werkt aan eigen projecten en als zanglerares in het hoger onderwijs. Ze bracht verschillende albums uit in Australië zowel als in België.

## Biografie
Cornwell, geboren in Australië, groeide op in een muzikale familie. Zowel haar grootouders als ouders waren amateurmuzikanten. Al van jongs af aan toonde Cornwell een grote interesse voor de muziek. Zo zong ze in verschillende koren en speelde ze viool.
Ook al luisterde de familie vaak naar klassieke muziek, jazz kwam ruimschoots aan bod. Zo werd er geluisterd naar o.a. Ella Fitzgerald, Frank Sinatra en vele anderen. Jazz werd als het ware met de paplepel ingegeven.
In 1989 behaalde Cornwell haar bachelordiploma in Jazz aan het Australian National University (Institute of Arts).
Tot 2004 gaf ze les in Australië, onder meer als zangdocente, gastdocente en docente vocaal ensemble.
Ze werkte er ook aan eigen projecten met als resultaat twee succesvolle albums en samenwerkingen met o.a James Morrison, Don Burrows, Scott Hamilton, Carl Orr, Sandy Evans en The Australian Art Orchestra.
In 2004 besloot Cornwell om haar opleiding verder te zetten en trok daarvoor naar België. Daar genoot ze een opleiding aan het Koninklijk conservatorium te Brussel. Ze behaalde er een Master diploma.
Kort na haar opleiding vestigde Cornwell zich definitief in België. Ook hier vond ze al snel haar plek in de jazzwereld. Eind 2004 werd ze gevraagd door Michel Bisceglia en Jean Blaute om mee te werken aan de succesvolle History of Jazz tour doorheen de Vlaamse culturele centra. Ze richtte haar eigen kwintet op. Hiervoor wist ze vier topmuzikanten te strikken, nl. Pascal Schumacher (LUX) op vibrafoon, Frederik Leroux (B) op gitaar, Dennis Frehse (D) op drums en Christophe Devisscher (B) op bas.
Ze werkt aan eigen projecten en geeft sinds 2005 les aan het Stedelijke Conservatorium te Mechelen en sinds 2007 aan het Conservatorium te Gent. In 2007 trok ze samen met haar kwintet de studio in met als resultaat het album Distant Skies.
In 2010 werd haar vierde cd Duke Ellington’s Sound of Love opgenomen.

## Muziekdocent
| 1995              | Australian Institute of Music, Sydney                  | Contemporary zangdocente                         |
| 1993-2004         | SCECGS Redlands, Cremorne, Sydney                      | Zangdocente (privé + groep)                      |
| 2001-2002         | St Catherine’s, Waverley, Sydney                       | Zangdocente en docente van a capella groep       |
| 2001              | Australian National University (ANU) Canberra          | Gastdocente, privéles en masterclass             |
| 2001-2002         | University of NSW, Sydney                              | Privé zangdocente                                |
| Privé zangdocente | Australian National University (ANU), Canberra         | Privédocente, vocaal ensemble en ensembledocente |
| 2004-2008         | Stedelijk Academie Muziek, Woord en Dans, Sint-Niklaas | Zangdocente en vocaal ensemble                   |
| 2005-             | Stedelijke Conservatorium, Mechelen                    | Zangdocente en vocaal ensemble                   |
| 2007-             | Conservatorium Gent (school of arts)                   | Zangdocente                                      |

## Discografie
| Titel album                    | Platenlabel            | Opnamestudio                       |
| ------------------------------ | ---------------------- | ---------------------------------- |
| Sea journey                    | Onafhankelijke uitgave | ABC Studio’s, Sydney, AUS,1999     |
| Spiral                         | Onafhankelijke uitgave | Q Studio’s, Sydney, AUS, 2004      |
| Distant skies                  | Jules Jazz             | FattoriaMusica, Osnabrück, D, 2007 |
| Duke Ellington’s Sound of Love | Prova Record           | Crescendo Studio’s, Genk, B, 2010  |